# Hausa (etnie)

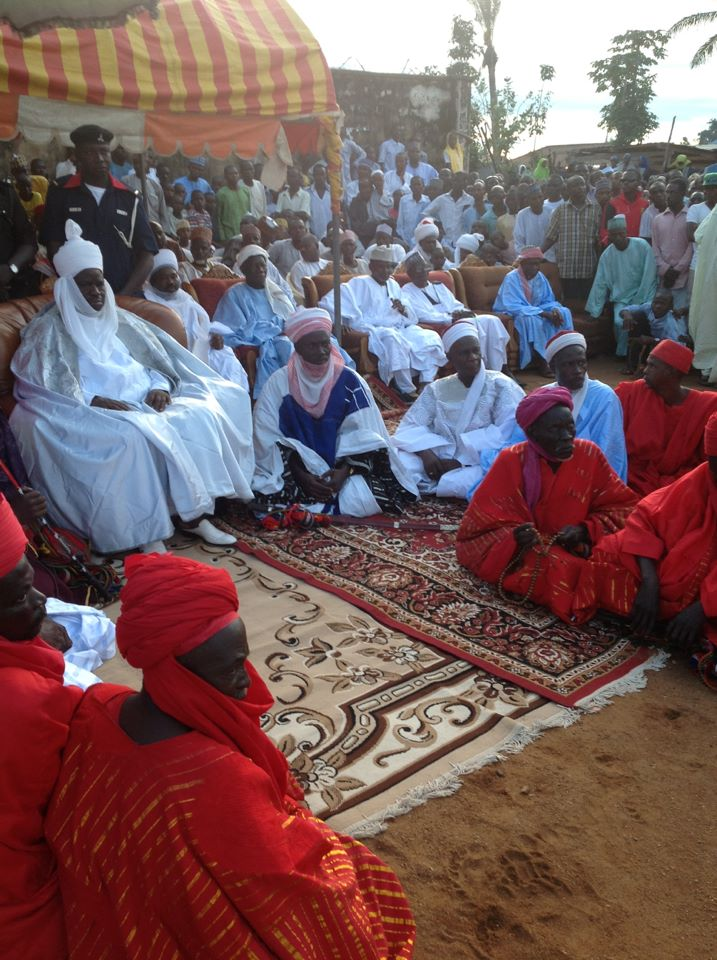
Emirul din Muri, Alhaji Abbas Tafida și vizirul său

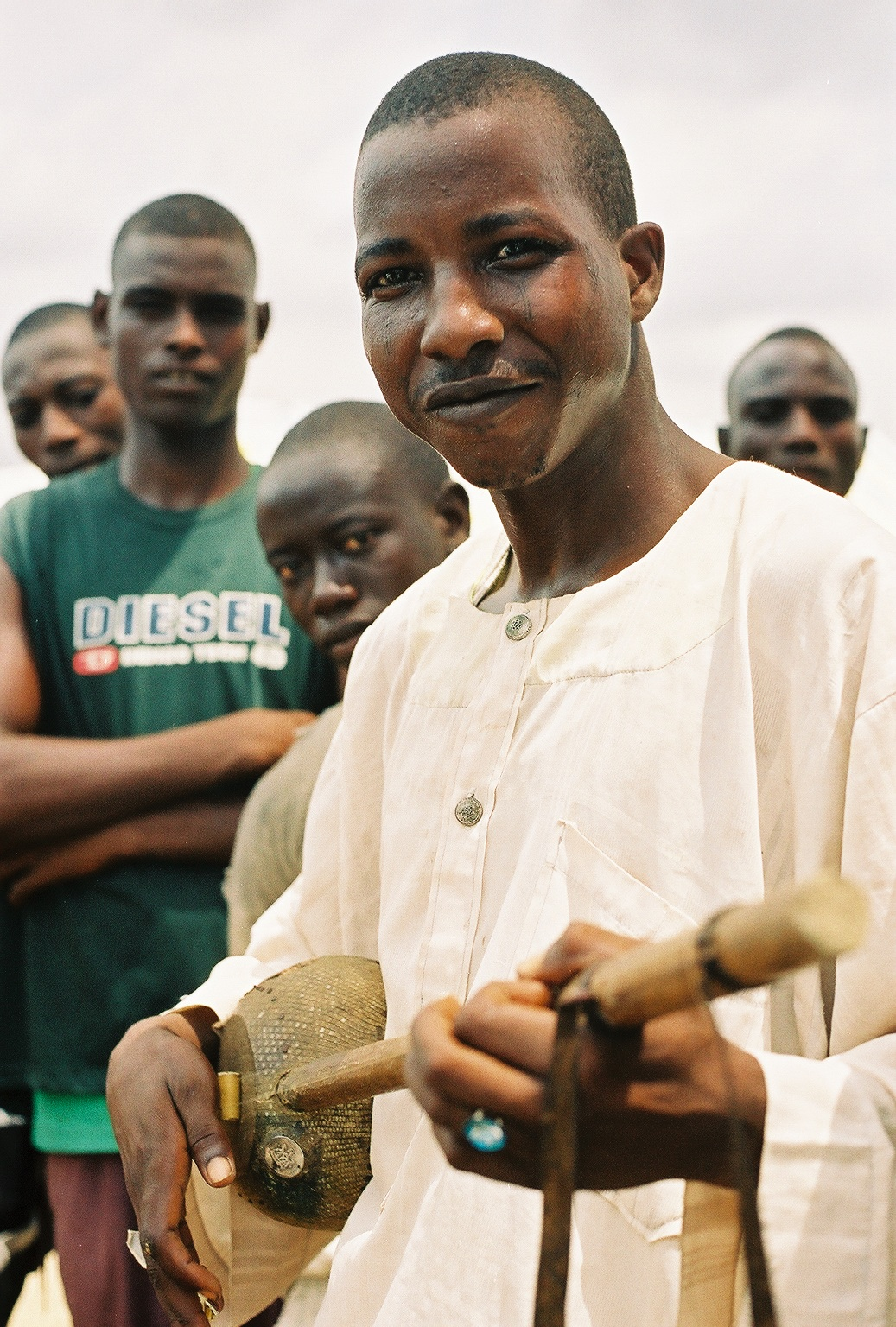
Un harpist gurmi hausa

Hausa (autonime pentru singular: Bahaushe (m), Bahaushiya (f); plural: Hausawa și general: Hausa; exonim: Ausa) sunt unul dintre cele mai mari grupuri etnice din Africa. Cei din etnia hausa sunt diverși, dar din punct de vedere cultural omogeni; sunt stabiliți, în principal, în Daura Saheliană și în Daura Sudaniană din nordul Nigeriei și sud-estul Nigerului, un număr semnificativ trăind și în unele părți din Camerun, Coasta de Fildeș, Ciad, Togo, Ghana, Sudan, Gabon și Senegal.

## Distribuția populației
| Țara | Populația hausa          |
| ---- | ------------------------ |
|      | Benin 54,000             |
|      | Camerun 556,000          |
|      | Chad 462,000             |
|      | Gana 655,000             |
|      | Coasta de Fildeș 224,000 |
|      | Niger 10,238,000         |
|      | Nigeria 30,211,000       |
|      | Togo 35,000              |

## Galerie de imagini

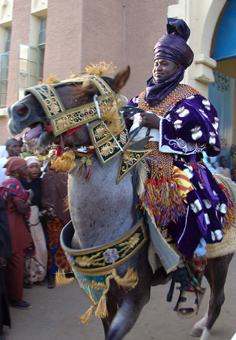
Ținută tradițională hausa
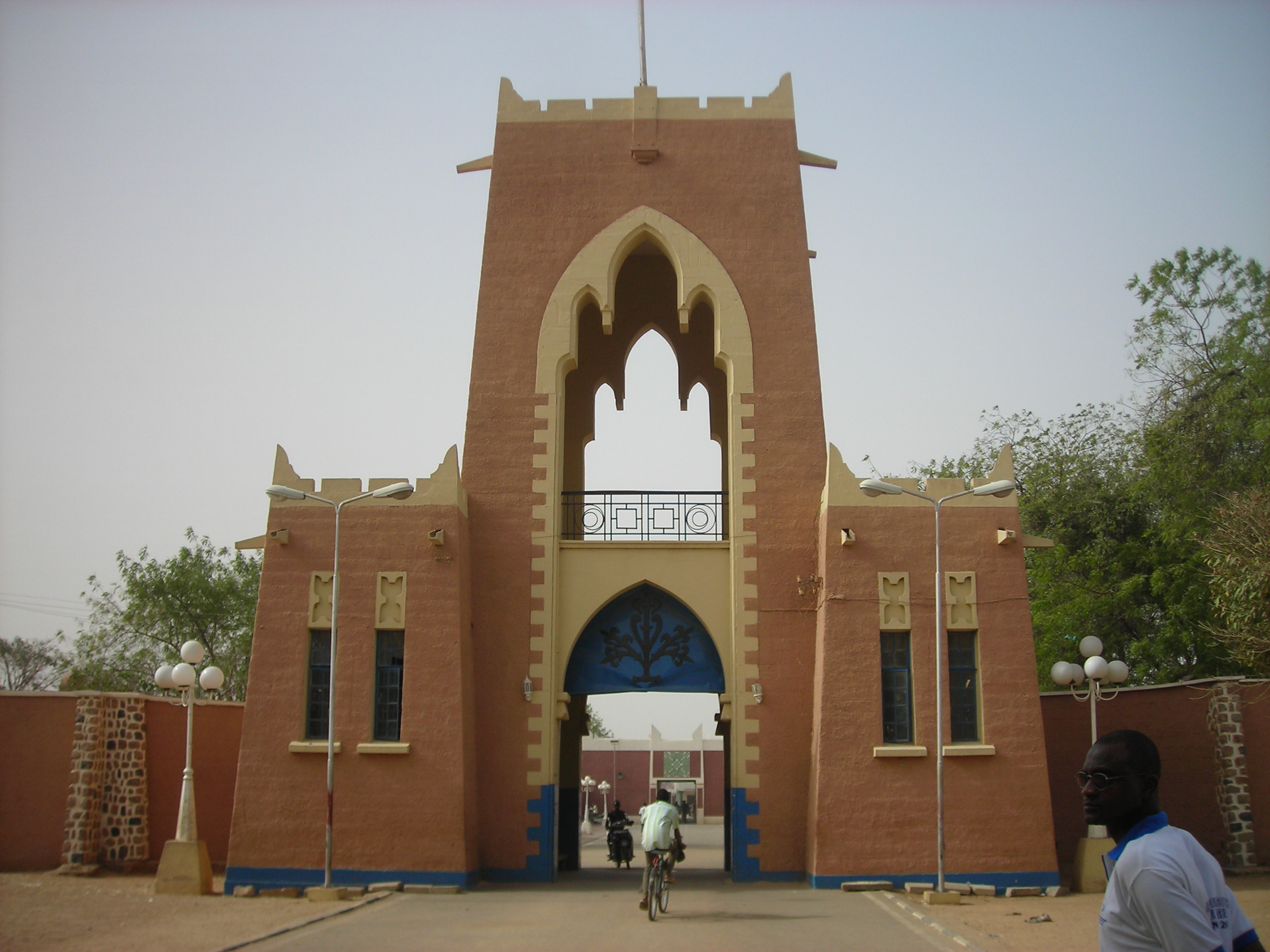
Poarta de la Gidan Rumfa
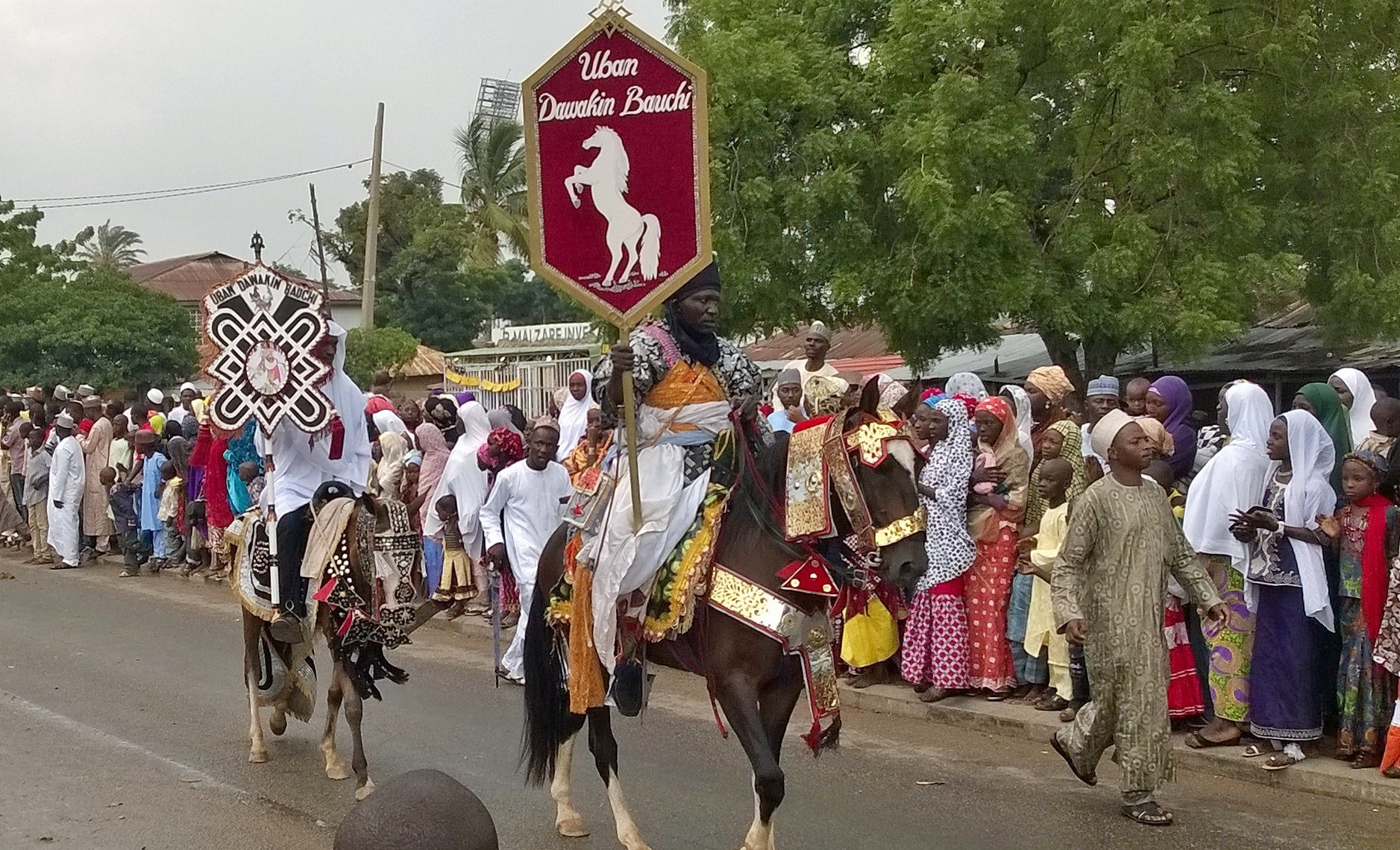
Festivalul hausa numit Durbar din Nigeria
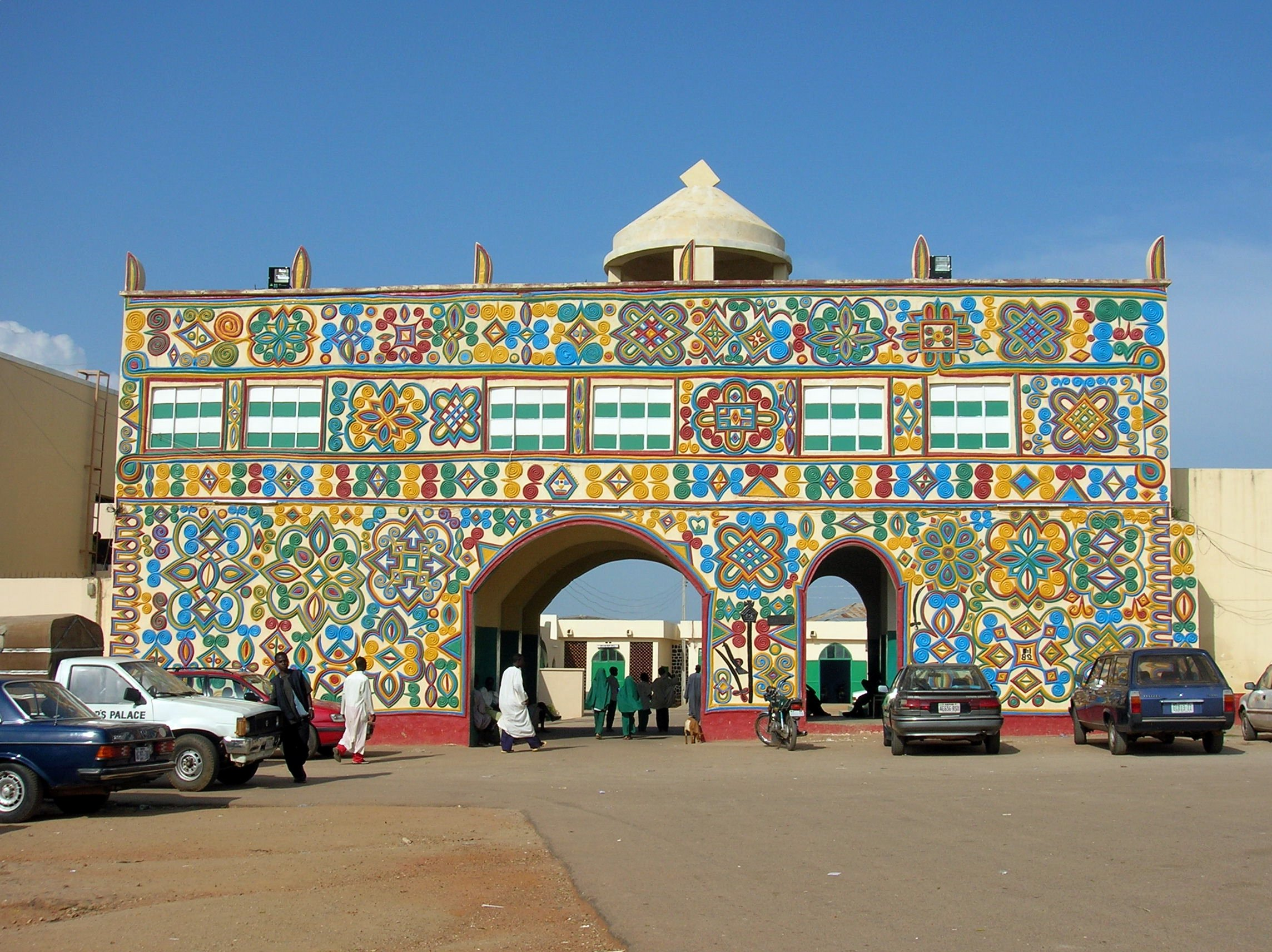
Poarta palatului emirului din Zaria, Nigeria
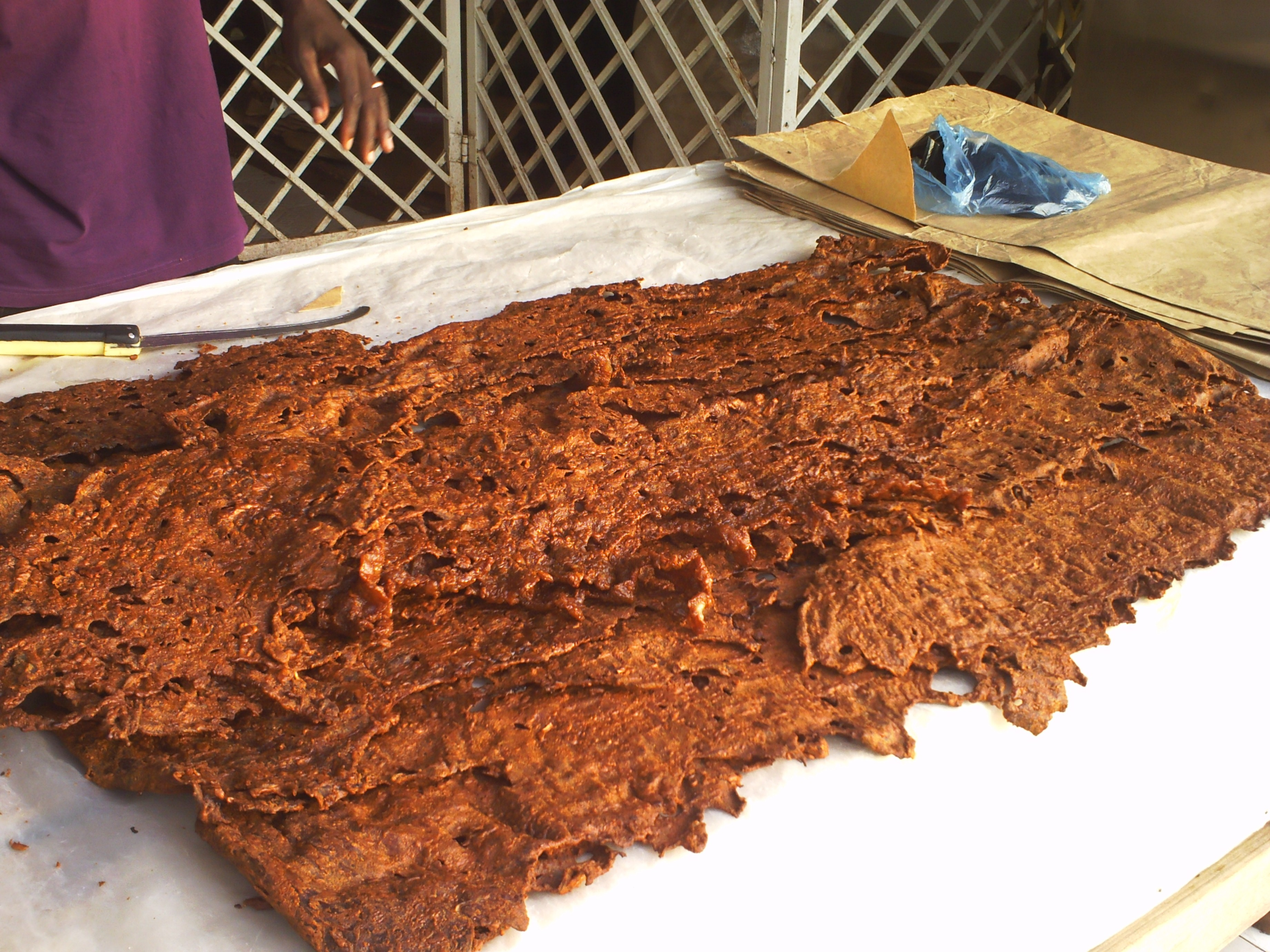
Kilishi, o delicatesă hausa
Nodul etern hausa, simbolul tradițional al identității hausa
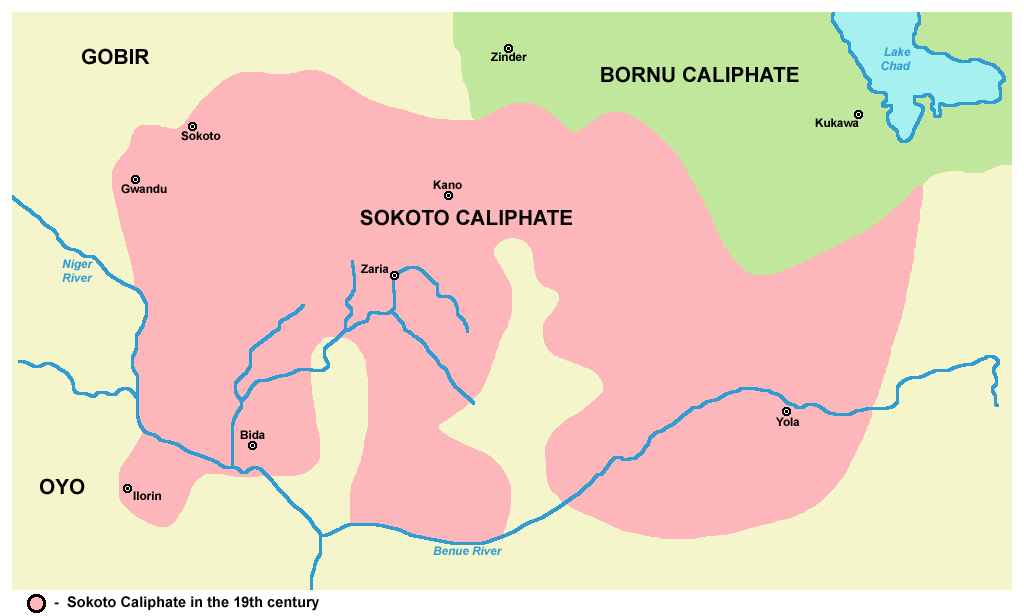
Califatul hausa–fulani din Sokoto  în secolul al 19-lea